# نووجو
نووجو (به لاتین: Növcü) یک منطقه مسکونی در جمهوری آذربایجان است که در شهرستان آق‌سو واقع شده است. نووجو ۱۱۵۱ نفر جمعیت دارد.